# Annibale Di Saluzzo
Pietro Andrea Vincenzo Annibale Di Saluzzo conte di Monesiglio e Cervignasco (Saluzzo, 30 novembre 1776 – Torino, 18 maggio 1852) è stato un politico e militare italiano, veterano delle guerre napoleoniche dove servì come scudiero dell'Imperatore Napoleone I nel corso della campagna di Russia del 1812. Dopo la restaurazione ritornò al servizio del Regno di Sardegna, e il 4 agosto 1831 fu nominato Capo di stato maggiore e Quartiermastro generale dell'Esercito, venendo sostituito nel marzo 1848, per decisione di re Carlo Alberto, con Carlo Canera di Salasco. Senatore del Regno di Sardegna, fu insignito del Collare di Cavaliere dell'Ordine della Santissima Annunziata e dell'onorificenza di Cavaliere di Gran Croce decorato di Gran Cordone dell'Ordine dei Santi Maurizio e Lazzaro.

## Biografia
Nacque a Saluzzo il 30 novembre 1776, figlio del conte Giuseppe e di Gerolama Cassotti di Casalgrasso. Nel 1788 si arruolò come cadetto nell'esercito del Regno di Sardegna, e tra il 1792 e 1796 partecipò ai combattimenti contro l'esercito rivoluzionario francese. L'11 aprile 1796 fu nominato cornetta nel Reggimento "Savoia Cavalleria", e promosso tenente passò al servizio del governo francese, e il 23 settembre 1797 venne nominato aiutante maggiore del reggimento. Il 21 dicembre 1798 (1 nevoso dell'anno VII), nella rivista all'atto della costituzione del 2º Reggimento "Dragoni Piemontesi" è indicato come tenente del 1º Squadrone. Nel corso delle guerre della seconda coalizione combatte a Cassano, a Magnano e a Verderio contro le truppe austro-russe, e si congedò dal servizio attivo nel 1799, ritirandosi a vita privata. Nel 1807 fu convocato da Napoleone Bonaparte a Parigi, entrando così al servizio dei francesi.
Nel periodo dell’occupazione francese del Piemonte, dal 30 ottobre 1809 prestò servizio come tenente delle guardie d’onore del principe Camillo II Borghese, e dal 2 settembre 1810, fu nominato scudiero dell'Imperatore Napoleone I. Fu tra i pochi prescelti ad accogliere a Braunau am Inn la principessa austriaca Maria Luisa d'Asburgo-Lorena che doveva andare in sposa all'imperatore ed entrò quindi a far parte della sua casa militare. Partecipò alla campagna di Russia del 1812, al termine della quale fu insignito della Croce di Cavaliere della Legion d'onore e creato Barone dell'Impero. Nel 1813 partecipò alla campagna di Germania, e il 22 aprile divenne maggiore del 3e Gardes d'honneur combatte alla battaglia di Dresda e a quella di Lipsia, e particolarmente si distinse nella battaglia di Hanau (30-31 ottobre 1813). Divenuto Ufficiale della Legion d'onore si distinse ancora nel corso dell'invasione della Francia del 1814 a Brienne, Rothière, a Champaubert, a Montmirail, Étoges, Montereau, Craonne, Athis e Laon. Dopo la partenza di Bonaparte per l'isola d'Elba, rifiutò di entrare al servizio di Luigi XVIII, come Luogotenente della guardia del corpo, e si congedò dall'Armée de terre con il grado di colonnello.
Dopo la Restaurazione, nel marzo 1815 offrì i suoi servigi al Regno di Sardegna, e per le sue qualità militari venne nominato aiutante generale di dipartimento, insignito del titolo di milite dell'Ordine militare di Savoia, e promosso tenente colonnello di cavalleria. Il 1 settembre 1815, con la motivazione di passato quindi per le vicende dei tempi successivi a straniero servizio diede sempre i più luminosi contrassegni di rara capacità e marziale valore fu promosso colonnello di cavalleria. Il 9 gennaio 1816 fu nominato Capo di stato maggiore della Divisione di Novara, e nel giugno 1820 posto al comando di quella di Nizza.  Nel marzo 1821 fu promosso maggior generale e nominato governatore a Nizza, in occasione dei moti rivoluzionari accolse nella città il re Vittorio Emanuele I e la sua famiglia in fuga da Torino. Rimasto fedele al governo legittimista, nel 1822 fu insignito del titolo di Cavaliere dell'Ordine dei Santi Maurizio e Lazzaro. Promosso tenente generale, il 4 agosto 1831 fu nominato Capo di stato maggiore e Quartiermastro generale dell'Esercito, e il 4 gennaio 1833 divenne Cavaliere di gran croce dell'Ordine dei Santi Maurizio e Lazzaro. Il 20 dicembre 1836 venne promosso generale d'armata, e il 20 marzo 1840 divenne il 451° Cavaliere dell'Ordine Supremo della Santissima Annunziata. Nel marzo 1848 re Carlo Alberto decise di sostituirlo come Capo di stato maggiore e Quartiermastro generale dell'Armata Sarda con Carlo Canera di Salasco.
Nominato Senatore del Regno di Sardegna il 3 aprile 1848, si dimise per motivi di salute il 21 giugno 1851. Si spense a Torino il 18 maggio 1852.

## Pubblicazioni
- Le Alpi che cingono l’Italia considerata militarmente così nell’antica come nella presente loro condizione, parte prima, Tip. di E. Mussano, Torino, 1845.

### Fonti
1. 1 2 3  Ilari, Shama 2008, p. 452.
2. ↑  Lo Faso di Serradifalco 2016, p. 401.
3. ↑  Lissoni 1854, p. 12.
4. 1 2  Lissoni 1854, p. 13.
5. 1 2 3 4 5  Lo Faso di Serradifalco 2016, p. 402.
6. ↑  Lissoni 1854, pp. 15-16.
7. ↑  Lissoni 1854, p. 20.
8. ↑  Lissoni 1854, p. 21.
9. ↑  Lissoni 1854, p. 23.
10. ↑  Lissoni 1854, pp. 24-25.
11. ↑  Lissoni 1854, p. 26.
12. ↑  Lissoni 1854, p. 50.
13. ↑  Lissoni 1854, p. 32.
14. ↑  Lissoni 1854, p. 35.
15. 1 2 3 4 5  Ilari, Shama 2008, p. 453.
16. ↑  Lissoni 1854, p. 40.